# Harry Potter et la Chambre des secrets (film)
Pour le livre, voir Harry Potter et la Chambre des secrets.
Série Harry Potter
L'École des sorciers
(2001) Le Prisonnier d'Azkaban
(2004)
Pour plus de détails, voir Fiche technique et Distribution.
Harry Potter et la Chambre des secrets (Harry Potter and the Chamber of Secrets) est un film de fantasy britanno-américain réalisé par Chris Columbus, sorti en 2002.
Il est adapté du roman du même nom de J. K. Rowling et constitue le deuxième volet de la série de films Harry Potter. Il est précédé par Harry Potter à l'école des sorciers et suivi par Harry Potter et le Prisonnier d'Azkaban.
Le film débute alors que l'oncle Vernon, la tante Pétunia et son cousin Dudley reçoivent d'importants invités à dîner, Harry Potter est contraint de passer la soirée dans sa chambre. Dobby, un elfe, fait alors son apparition. Il lui annonce que de terribles dangers menacent l'école de Poudlard et qu'il ne doit pas y retourner en septembre. Harry refuse de le croire. Mais aussitôt la rentrée des classes effectuée, ce dernier se met à entendre une voix macabre. De plus, un message peint en rouge sang sur un des murs du château annonce que la redoutable et légendaire Chambre des secrets est à nouveau ouverte, permettant ainsi à l'héritier de Serpentard de semer le chaos à Poudlard. Les victimes, retrouvées pétrifiées par une force mystérieuse, se succèdent dans les couloirs de l'école, sans que les professeurs - pas même le populaire Gilderoy Lockhart - ne parviennent à endiguer la menace. Aidé de Ron et Hermione, Harry doit agir au plus vite pour sauver Poudlard.

## Synopsis

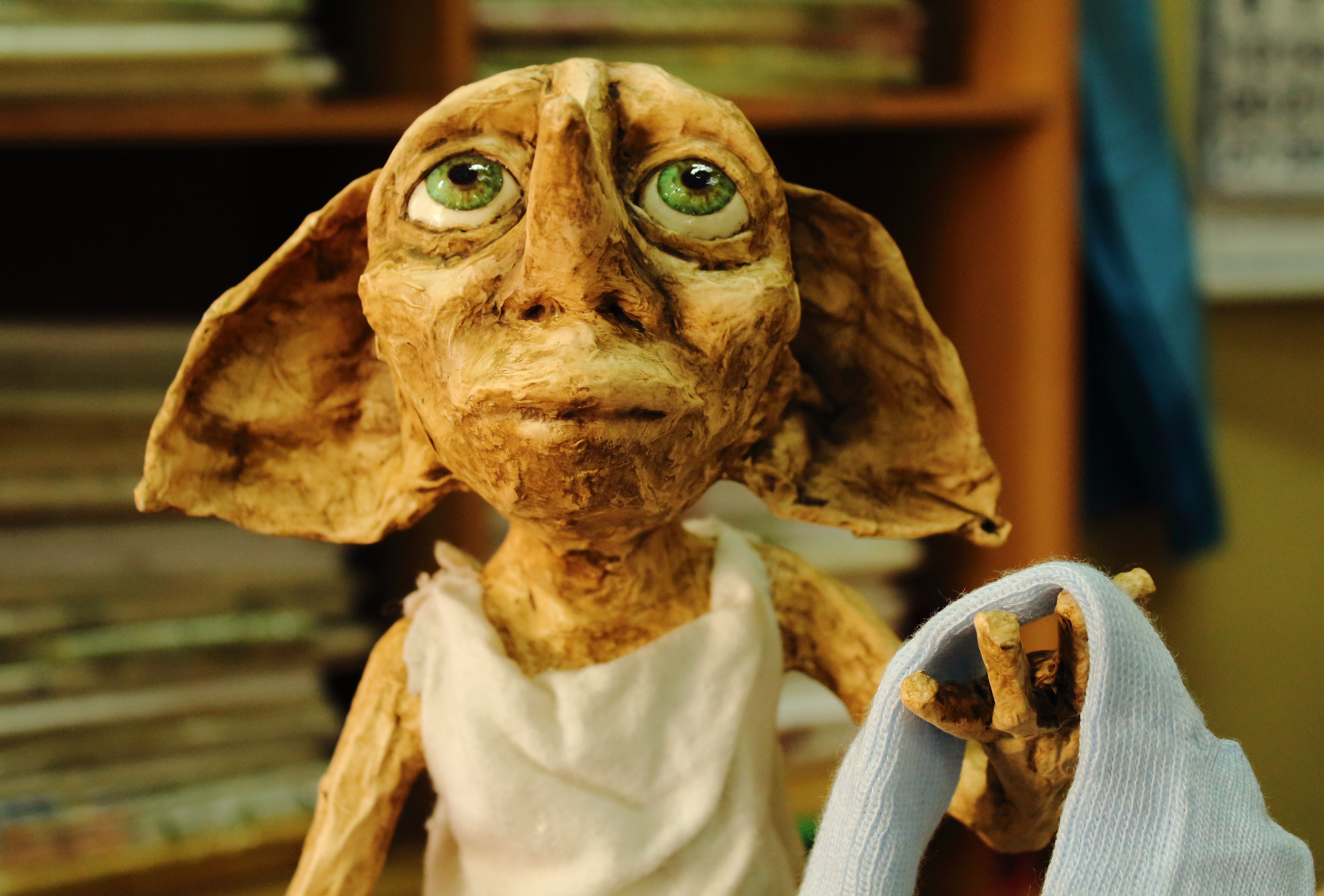
Représentation de Dobby.

À douze ans, avant la rentrée, Harry s'ennuie chez son oncle et sa tante, où il est de nouveau traité en esclave. Cependant, la veille de son anniversaire, un elfe de maison nommé Dobby vient l'avertir qu'un danger important l'attend à Poudlard et que de ce fait, il ne doit pas y retourner. Cet elfe utilise la magie afin que Harry ait des ennuis avec son oncle qui l'emprisonne pour qu'il ne retourne pas à Poudlard.
Le lendemain soir, son ami Ron vient le chercher avec ses deux frères Fred et George dans la Ford Anglia magiquement modifiée par son père et l'emmène dans sa famille pour passer le reste de leurs vacances. Harry réside alors au Terrier, la maison de Ron, et fait la connaissance de sa sœur Ginny, qui rentre en première année à Poudlard.
Alors qu'il est censé se rendre avec les Weasley sur le chemin de Traverse, Harry se retrouve par erreur dans la dangereuse Allée des Embrumes. Hagrid, qui se trouve à proximité, reconduit Harry au chemin de Traverse où il retrouve Hermione et les Weasley. Tous se retrouvent dans la librairie où ils font la connaissance du célèbre écrivain Gilderoy Lockhart (qui vient d'obtenir le poste de professeur de Défense Contre les Forces du Mal), mais également Lucius Malefoy (le père de leur ennemi Drago Malefoy), qui commence par critiquer les parents d'Hermione et les Weasley avant d'être pris à partie par Arthur.
Le jour du retour à Poudlard, alors qu'ils sont déjà en retard, Harry et Ron se retrouvent bloqués à l'entrée du quai 9 ¾. Ratant le départ du train, ils décident de rejoindre Poudlard à bord de la Ford Anglia volante. Arrivé à Poudlard, ils atterrissent dans les branches du Saule Cogneur et brisent la baguette de Ron avant de perdre la voiture qui, après avoir été endommagée par les coups du Saule Cogneur, s'enfonce au cœur de la Forêt Interdite. Après avoir évité de peu le renvoi, subi les remontrances des professeurs Rogue, Dumbledore et McGonagall — Ron a subi en plus celles de la Beuglante envoyée par sa mère — les deux garçons sont punis, mais peuvent reprendre les cours à Poudlard.
Lors de la première journée, les élèves assistent au premier cours de Lockhart, mais celui-ci se retrouve rapidement dépassé et se révèle incompétent. Plus tard, Harry assiste à un incident entre Hermione et Drago lorsque ce dernier l'insulte en la traitant de "Sang-de-Bourbe". Ron réagit, mais sa baguette cassée retourne son sort de "crache limace" contre lui. Le trio se rend chez Hagrid le temps que le sort de Ron s'estompe. Hagrid explique à Harry que les sorciers des familles "pures", comme celle des Malefoy, considèrent que les enfants de Moldus, comme Hermione, sont indignes, et les surnomment "Sang-de-Bourbe".
Un jour, Harry, alors qu'il est en punition dans le bureau du professeur Lockhart, entend une voix mystérieuse, que le professeur Lockhart n'entend pas ; cette voix parle de meurtre. Après cela, Harry, Ron et Hermione retrouvent le corps pétrifié de Miss Teigne, la chatte du concierge, pendue par la queue devant un message indiquant que la "Chambre des Secrets", une pièce à l'existence plus que controversée, a été rouverte. Le lendemain durant son cours, McGonagall raconte que Salazar Serpentard, l'un des quatre fondateurs de l'école, aurait créé cette fameuse Chambre et y aurait caché un monstre redoutable destiné à débarrasser l'école de ceux qui n'en sont pas dignes, c'est-à-dire les sorciers nés de parents moldus. Très vite, Harry, Ron et Hermione soupçonnent Drago Malefoy d'être l'héritier de Serpentard qui aurait ouvert la Chambre, car il semble se réjouir de cette situation. Ils décident donc de piéger Drago pour l'interroger en préparant du polynectar, une potion permettant de prendre l'apparence de la personne de son choix pendant environ une heure. Mais la préparation sera longue et a lieu dans les toilettes des filles désertée en raison du mauvais caractère du fantôme d'une jeune fille, Mimi Geignarde.
En attendant, lors du match de quidditch entre Gryffondor et Serpentard, Harry est pris pour cible par un cognard fou qui le poursuit, mais arrive quand même à attraper le vif-d'or face à Drago Malefoy, alors nouvel attrapeur des Serpentard. Malheureusement, cette victoire a un prix car il a le bras cassé à cause du cognard (et de l'incompétence de Lockhart qui a empiré la situation) et doit passer la nuit à l'infirmerie. Mais au cours de la nuit, il est réveillé par la voix mystérieuse avant de recevoir la visite de Dobby. Ce dernier lui annonce que c'est lui qui a bloqué le passage dans la gare et ensorcelé le cognard pour l'obliger à quitter l'école avant que les évènements s'aggravent. Colin Crivey, élève en première année à Gryffondor et enfant de Moldus, a été retrouvé pétrifié et est transporté à l'infirmerie. Selon Dumbledore présent, la Chambre aurait été rouverte.
Après l'agression de Colin, le professeur Lockhart décide avec l'accord du professeur Dumbledore d'ouvrir un club de duel avec le professeur Rogue afin de former les élèves à l'utilisation de sortilèges défensifs. Sur suggestion de Rogue, Harry et Drago s'affrontent en duel, mais la situation dégénère entre eux et Drago fait apparaitre un serpent. À cette occasion, Harry découvre qu'il est un Fourchelang, une qualité qui lui permet de parler et de comprendre le langage des serpents, mais qui le désigne d'office aux yeux des autres élèves comme le descendant de Salazar Serpentard, l'un des seuls sorciers à posséder cette capacité.
Plus tard, Harry découvre le corps pétrifié de Justin Finch-Fletchley, ce qui le rend encore plus suspect aux yeux des autres élèves. McGonagall conduit Harry dans le bureau de Dumbledore. Dans le bureau, Harry assiste à la combustion de Fumseck, le phénix de Dumbledore. Le directeur lui explique les spécificités de la créature capable de renaître de ses cendres avant de lui dire qu'il le sait innocent.
Hermione termine enfin la préparation du Polynectar. Sous l'apparence de Crabbe et Goyle, Harry et Ron retrouvent Drago Malefoy et parviennent à le faire parler de la Chambre des secrets. Si, contrairement à ce qu'ils avaient cru en premier lieu, Drago nie être l'héritier de Serpentard, il confirme néanmoins que la Chambre a bien été ouverte 50 ans auparavant, qu'une « sang-de-bourbe » était morte et qu'il espère vivement que la prochaine victime sera Hermione.
Plus tard, Harry découvre un mystérieux Journal intime, jeté dans les toilettes de Mimi Geignarde et appartenant à un certain Tom Elvis Jedusor, qui le possédait près de cinquante ans auparavant. Les pages de ce journal semblent vides, mais en écrivant dessus, Harry découvre ses propriétés magiques. En effet, Harry peut entrer en conversation avec Tom à travers ce journal. Tom montre alors à Harry que le monstre attaquant les élèves n'était autre qu'une araignée géante élevée clandestinement par Hagrid dans le château lors de sa scolarité et que le monstre s'était échappé grâce à Hagrid, renvoyé peu de temps après.
Le lendemain, Harry transmet alors l'information à ses deux amis, mais si tous trois ne sont pas surpris que Hagrid, fasciné par toutes les créatures, ait pu élever ce fameux monstre, ils doutent qu'il l'ait volontairement lâché sur les élèves pour les attaquer. Le journal caché dans les affaires de Harry est volé. Quelques jours plus tard, le professeur McGonagall apprend à Harry et Ron qu'Hermione a été retrouvée dans la bibliothèque pétrifiée à son tour. À la suite de cet incident, un couvre-feu est mis en place. Harry et Ron décident de ressortir la cape d'invisibilité pour aller d'interroger Hagrid afin de le forcer à leur dire où se cache le monstre.
Cependant, alors qu'ils sont dans la cabane du garde-chasse, le soir-même, Albus Dumbledore entre en compagnie du ministre de la Magie, qui vient arrêter Hagrid, suivi quelques minutes plus tard de Lucius Malefoy, qui vient remettre au directeur un avis du Conseil de l'école le démettant de ses fonctions. Dumbledore, capitulant, dit en constatant la présence de Harry et Ron cachés sous la cape d'invisibilité que l'école apportera de l'aide à ceux qui feront la demande. Juste avant d'être emmené à Azkaban, la prison des sorciers, Hagrid laisse un indice aux deux amis en leur indiquant de « suivre les araignées ». Après le départ des professeurs, Harry et Ron suivent une file d'araignées et s'enfoncent dans la Forêt interdite, suivant l'ultime conseil de leur ami. Au cœur de la forêt, ils atteignent un repaire où ils rencontrent une araignée immense. S'il reconnaît être l'araignée élevée par Hagrid dans les couloirs du château, Aragog nie être le monstre qui attaquait les élèves, n'ayant jamais quitté la malle jusqu'au jour de sa fuite alors que la fille qui avait été tuée avait été retrouvée morte dans les toilettes. Il affirme cependant connaître l'identité du monstre, tout en refusant, par peur, de le nommer. Mais à la fin de la conversation, une nuée de grosses araignées surgissent. Aragog s'apprête à les livrer en pâture à ses enfants. Mais Ron et Harry sont sauvés par la Ford Anglia, qui les remmène à l'orée de la Forêt Interdite avant de retourner dans la forêt. Harry et Ron comprennent que Hagrid est innocent.
Comprenant que la jeune fille tuée n'est autre que Mimi Geignarde et découvrant, grâce à une page de livre cachée dans le poing pétrifié d'Hermione, que le monstre est un Basilic, un serpent gigantesque pouvant tuer quiconque croise son regard, ils s'apprêtent à faire part de leurs découvertes au professeur McGonagall, lorsqu'un message diffusé magiquement invite l'ensemble du personnel à se retrouver dans la salle des professeurs et les élèves à retourner immédiatement dans leur salle commune respective. Cachés derrière un couloir, ils surprennent une conversation des professeurs de Poudlard et apprennent la disparition de Ginny, la sœur de Ron, et la fermeture probable de l'école. Finalement, quelques instants plus tard, ils décident de tout révéler au professeur Lockhart, que les professeurs ont invité à agir, afin de l'aider à mieux se préparer à ce qui l'attend. Ils découvrent cependant que celui-ci s'apprête à abandonner l'école.
Afin de justifier sa fuite, Lockhart leur avoue qu'il n'a jamais réalisé les exploits qu'il raconte dans ses livres mais qu'il en a extorqué le récit à leurs auteurs avant de leur effacer la mémoire. Il tente également de le faire avec Ron et Harry mais ceux-ci le désarment rapidement et le forcent à les suivre dans les toilettes de Mimi Geignarde. Là, ils découvrent l'entrée de la chambre, cachée par l'un des lavabos, et pénètrent dans un tunnel après que Harry en a ordonné l'ouverture en Fourchelangue. Là, Lockhart simule un évanouissement pour voler la baguette de Ron et effacer la mémoire des deux amis. Cependant, alors qu'il lance le sortilège, la baguette cassée de Ron explose et inflige le maléfice à son lanceur, rendant le professeur amnésique mais créant un éboulement. Harry, qui est parvenu à s'enfuir, se retrouve de l'autre côté d'un mur de pierre, seul, et continue son chemin après s'être informé de l'état de santé de Ron et du professeur.

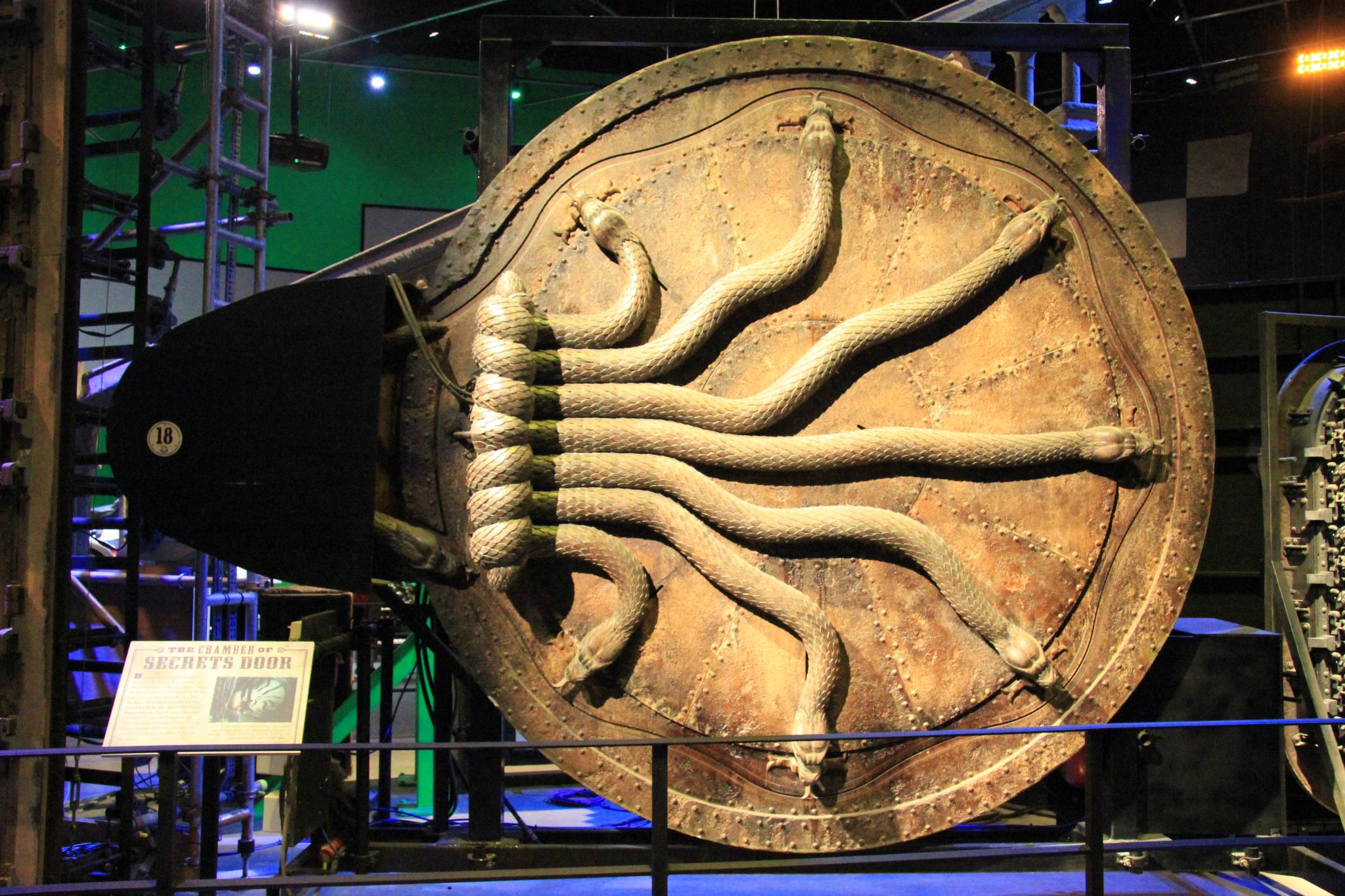
Décor de la chambre des secrets.

Ayant ouvert l'immense porte de pierre de la Chambre des secrets, il retrouve Ginny évanouie au pied d'une statue représentant Salazar Serpentard, le journal intime de Jedusor à côté d'elle. Lorsqu'il relève la tête, il découvre Tom Jedusor lui-même, ou plus exactement, comme il l'explique à Harry, un souvenir de Tom Jedusor précieusement conservé dans le journal qui, après avoir possédé Ginny et l'avoir forcée à lâcher le basilic sur les élèves, vampirise son énergie pour retrouver la vie. Tom apprend au jeune Gryffondor qu'il est le véritable héritier de Serpentard et démontre qu'il est également Voldemort, le sorcier le plus puissant au monde, selon lui. Lorsque Harry réplique que le sorcier le plus puissant est Dumbledore, Fumseck, le phénix du directeur de Poudlard apparaît, le Choixpeau magique dans ses serres. Mettant fin à la discussion, Tom libère le Basilic. Harry tente de s’enfuir ; il est aidé par le phénix qui crève les yeux du monstre. Il parvient ensuite à semer le monstre aveugle dans les galeries autour de la chambre. Quand le serpent réapparait, Harry trouve une épée dans le Choixpeau avec laquelle il parvient à tuer le Basilic. Alors qu'il retire l'épée de sa gueule, il se rend compte que le monstre est parvenu à planter l'un de ses crochets dans son bras. Après la mort du monstre, Voldemort fait savoir à Harry qu'il ne lui reste plus qu'une minute à vivre et ironise sur le pouvoir de son journal. Mais Harry, comprenant le sous-entendu, détruit le journal intime en le transperçant avec le crochet et détruit le souvenir de Voldemort, permettant ainsi à Ginny de reprendre connaissance. Harry est alors sauvé par les larmes de Fumseck. Le phénix ramène Ginny, Harry, Ron et Lockhart à la surface.
Quelques heures plus tard, Dumbledore, revenu à Poudlard un peu plus tôt dans la soirée, convoque Ron et Harry dans son bureau pour les remercier du service spécial rendu à l'école. Après avoir chargé Ron d'envoyer le message pour libérer Hagrid, il apprend à Harry que sa capacité à parler le Fourchelangue lui vient probablement de la blessure que lui a infligé Voldemort en tentant de le tuer lorsqu'il était enfant, mais que l'épée qu'il a tirée du Choixpeau et qui était la propriété de Godric Gryffondor prouve son appartenance à la maison Gryffondor. Finalement, lors de la visite de Lucius Malefoy à Poudlard, il découvre que Dobby est l'elfe de maison des Malefoy et que le père de Drago a glissé le journal intime de Jedusor après la confrontation avec Arthur Weasley dans la librairie du chemin de Traverse. Rusant pour tromper Malefoy, il parvient à faire libérer Dobby. Lucius, en colère, tente de s'en prendre à Harry, mais il est repoussé par l'elfe. Harry demande à Dobby de ne plus essayer de lui sauver la vie. Le soir, une grande fête est organisée dans la Grande Salle où l'on retrouve Hermione et les autres victimes parmi les élèves, où Dumbledore annonce l'annulation des sessions d'examens. Le clou de la soirée est l'arrivée tardive de Hagrid, innocenté, qui est enlacé par Harry et applaudi par tout le monde.
Scène post-générique :
Toujours amnésique, Lockhart sort un nouveau livre autobiographique intitulé Qui suis-je ?.

## Fiche technique
Sauf indication contraire, les informations mentionnées dans cette section peuvent être confirmées par la base de données cinématographiques IMDb,  présente dans la section « Liens externes ».
- Titre : Harry Potter et la Chambre des secrets
- Titre original : Harry Potter and the Chamber of Secrets
- Réalisation : Chris Columbus
- Scénario : Steven Kloves, adapté du roman de J. K. Rowling
- Musique : John Williams
- Décors : Stuart Craig
- Costumes : Lindy Hemming
- Photographie : Roger Pratt
- Montage : Peter Honess
- Production : David Heyman ; Michael Barnathan (en), David Barron, Chris Columbus, Mark Radcliffe
- Sociétés de production : Heyday Films, 1492 Pictures
- Société de distribution : Warner Bros. Pictures
- Budget : 100 000 000 $[1]
- Pays de production :  Royaume-Uni et  États-Unis
- Langue originale : anglais
- Genre : fantasy
- Durée : 161 minutes / 174 minutes pour la version longue
- Dates de sortie :
  - Canada, États-Unis, Royaume-Uni : 15 novembre 2002
  - Belgique : 20 novembre 2002
  - France : 4 décembre 2002
- Classification : 
  - Belgique : 9 ans[2]
  - France : tous publics[3]

## Distribution
- Principaux

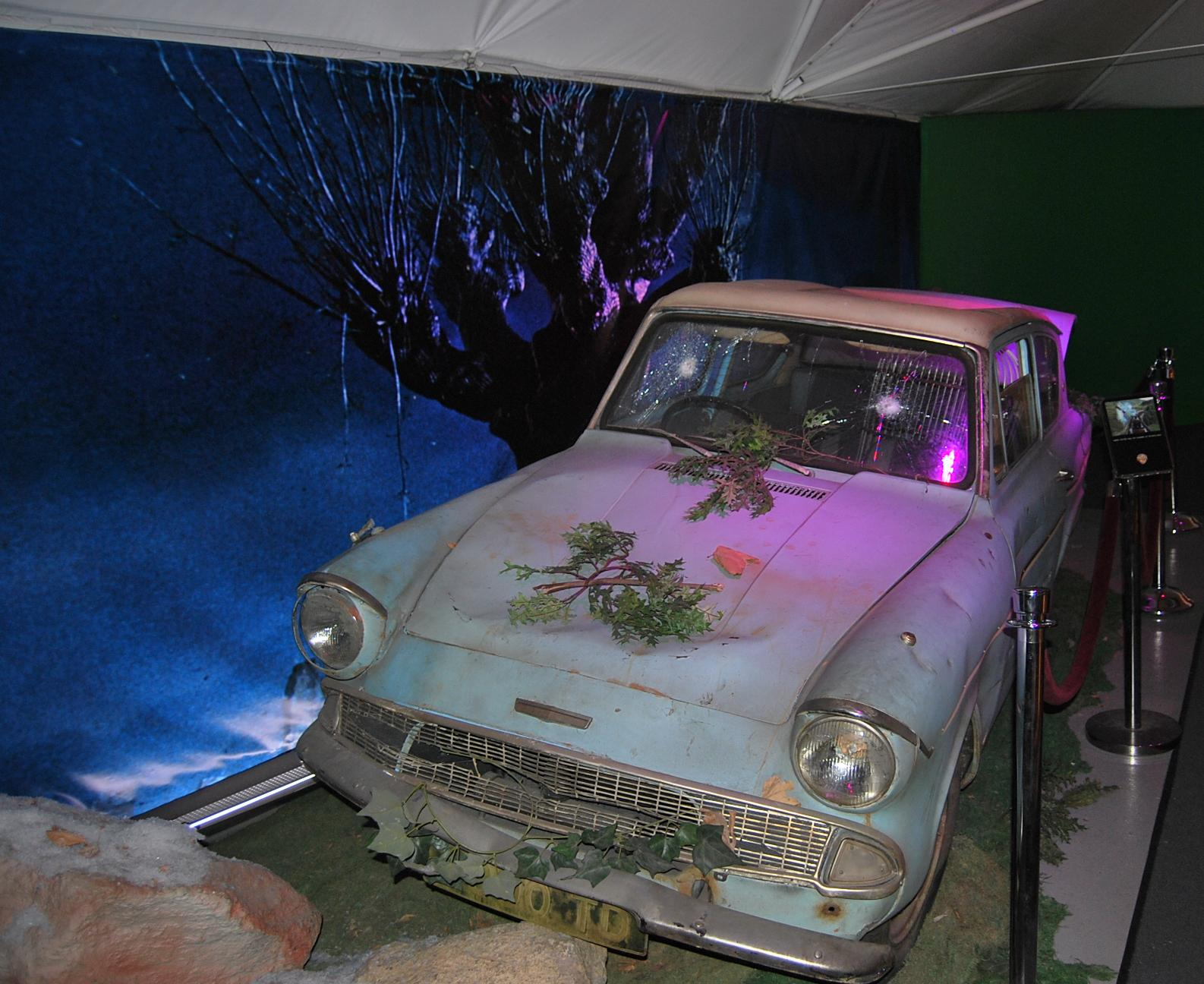
La Ford Anglia utilisée dans le film

  - Daniel Radcliffe (VF : Kelyan Blanc ; VQ : Émile Mailhiot) : Harry Potter
  - Emma Watson (VF : Manon Azem ; VQ : Stéfanie Dolan) : Hermione Granger
  - Rupert Grint (VF : Olivier Martret ; VQ : Xavier Dolan) : Ron Weasley
- Personnel de Poudlard
  - Richard Harris (VF : Marc Cassot ; VQ : Hubert Fielden) : Albus Dumbledore
  - Kenneth Branagh (VF : Renaud Marx ; VQ : Pierre Chagnon) : Gilderoy Lockhart
  - Gemma Jones (VF : Denise Metmer ; VQ : Élizabeth Chouvalidzé) : Madame Pomfresh
  - Miriam Margolyes (VF : Nicole Favart ; VQ : Madeleine Arsenault) : Pomona Chourave
  - Sally Mortemore : Madame Pince
  - Warwick Davis (VF : Mathieu Buscatto) : Filius Flitwick
  - Robbie Coltrane (VF : Patrick Messe ; VQ : Guy Nadon) : Rubeus Hagrid
  - Maggie Smith (VF : Claude Chantal ; VQ : Claudine Chatel) : Minerva McGonagall
  - Alan Rickman (VF : Claude Giraud ; VQ : Daniel Picard) : Severus Rogue
  - David Bradley (VF : Serge Lhorca ; VQ : Raymond Bouchard) : Argus Rusard
- Élèves de Poudlard
  - Tom Felton (VF : Dov Milsztajn ; VQ : Sébastien Reding) : Drago Malefoy
  - Bonnie Wright (VF : Léa François) : Ginny Weasley
  - Alfred Enoch (VF : Yamine Gougmar ; VQ : Billy William Honce) : Dean Thomas
  - James Phelps (VF : Guillaume Légier ; VQ : Renaud Paradis) : Fred Weasley
  - Oliver Phelps (VF : Guillaume Légier ; VQ : Renaud Paradis) : George Weasley
  - Devon Murray (VF : Alexandre Bouche ; VQ : Nicolas Charbonneaux-Collombet) : Seamus Finnigan
  - Sean Biggerstaff (VF : Tony Marot ; VQ : Benoît Éthier) : Olivier Dubois
  - Jamie Yeates : Marcus Flint
  - Chris Rankin (VF : Janieck Blanc ; VQ : Joël Legendre) : Percy Weasley
  - Matthew David Lewis (VF : Romain Larue ; VQ : Sébastien Thouny) : Neville Londubat
  - Joshua Herdman : Gregory Goyle
  - Jamie Waylett : Vincent Crabbe
  - Hugh Mitchell (VF : Maxime Nivet) : Colin Crivey
  - Edward Randell : Justin Finch-Fletchley
  - Danielle Tabor : Angelina Johnson
  - Emily Dale : Alicia Spinnet
  - Rochelle Douglas : Katie Bell
  - Eleanor Columbus : Susan Bones
  - Luke Youngblood (VQ : Martin Watier) : Lee Jordan
  - Charlotte Skeoch : Hannah Abbot
  - Louis Doyle : Ernie Macmillan
  - David Holmes : Adrian Pucey
- Communauté magique
  - Jason Isaacs (VF : Jérôme Keen ; VQ : Jacques Lavallée) : Lucius Malefoy
  - Robert Hardy (VF : Philippe Dumat ; VQ : Claude Préfontaine) : Cornelius Fudge
  - Julie Walters (VF : Catherine Lafond ; VQ : Johanne Léveillé) : Molly Weasley
  - Mark Williams (VF : Philippe Bellay ; VQ : Benoit Rousseau) : Arthur Weasley
- Fantômes
  - Christian Coulson (VF : Axel Kiener ; VQ : Philippe Martin) : Tom Jedusor (souvenir)
  - John Cleese (VF : Frédéric Cerdal ; VQ : Luis de Cespedes) : sir Nicholas de Mimsy-Porpington alias Nick Quasi-Sans-Tête
  - Nina Young : Helena Serdaigle alias la Dame Grise
  - Shirley Henderson (VF : Kelly Marot ; VQ : Aline Pinsonneault) : Mimi Geignarde
  - Alfred Burke : Armando Dippet (souvenir et portrait)
- Créatures magiques
  - Julian Glover (VF : Vincent Grass ; VQ : Denis Mercier) : Aragog
  - Toby Jones (VF : Pierre Laurent ; VQ : François Sasseville) : Dobby
  - Leslie Phillips (VF : Gérard Rinaldi ; VQ : Louis-Philippe Dandenault) : Choixpeau
- Moldus
  - Harry Melling (VF : Julien Bouanich ; VQ : Hugolin Chevrette) : Dudley Dursley
  - Fiona Shaw (VF : Danièle Hazan ; VQ : Élise Bertrand) : Pétunia Dursley
  - Richard Griffiths (VF : Michel Tugot-Doris ; VQ : Hubert Gagnon) : Vernon Dursley
  - Heather Bleasdale : Madame Granger
  - Tom Knight : Monsieur Granger
  - Jim Norton : Monsieur Mason
  - Veronica Clifford (sv) : Madame Mason
  - Harry Taylor (VF : Gérard Rinaldi) : l'aiguilleur

- Version française
  - Studio de doublage : Sonodi
  - Direction artistique : Jenny Gérard
  - Adaptation : Juliette Vigouroux et Alain Cassard

Sources et légende : version française (VF) sur AlloDoublage et version québécoise (VQ) sur Doublage Québec

## Production

### Tournage
Le tournage a débuté le 18 novembre 2001, seulement trois jours après la sortie du premier film. et s'est achevé le 26 juillet 2002.
Le tournage principal de la chambre des secrets a commencé trois jours seulement après la sortie mondiale du premier film. Le travail de la deuxième unité avait commencé trois semaines auparavant, principalement pour la scène des voitures volantes. Le tournage a eu lieu principalement aux studios Leavesden dans le Hertfordshire, aussi bien que sur l'Île de Man. La Gare de King's Cross a été utilisée comme lieu de tournage pour la plate-forme 9¾, bien que la Gare de Saint-Pancras ait été utilisé pour les plans extérieurs. La Cathédrale de Gloucester, la Cathédrale de Durham, le Château d'Alnwick, l'Abbaye Sainte-Marie de Lacock et la Bibliothèque Bodléienne à l'Université d'Oxford ont été utilisés comme cadre pour l'école de Poudlard. Le Terrier des Weasley a été construit à Gypsy Lane dans le village d'Abbots Langley, non loin des studios Leavesden[réf. nécessaire].
L'une des Ford Anglia utilisées comme voitures volantes dans “Harry Potter et la Chambre des Secrets” a été volée sur le plateau de tournage du film, et a été retrouvée sept mois plus tard, grâce à un appel anonyme à la police.
Dobby a été créé par effets spéciaux sur ordinateur. Lorsque les acteurs devaient interagir avec le personnage, ils s’adressaient à une balle fixée à un bâton.

### Musique
Harry Potter and the Chamber of Secrets, composé par John Williams, est un album sorti le 26 novembre 2002 en France.

## Accueil

### Box-office
Le deuxième volet de la sage totalise 45.3 millions d'entrées aux États-Unis et rapporte 261 988 482 $.
| Pays ou région | Box-office        | Date d'arrêt du box-office | Nombre de semaines |
| -------------- | ----------------- | -------------------------- | ------------------ |
| Mondial        | 879 465 594 $     | 4 mai 2003                 | 25 semaines        |
| États-Unis     | 262 450 136 $     | 1er mai 2003               | 24                 |
| France         | 9 144 701 entrées |                            |                    |
| Allemagne      | 9 144 701 entrées | {{{date 4}}}               | {{{nb semaine 4}}} |
| Espagne        | 5 116 997 entrées | {{{date 5}}}               | {{{nb semaine 5}}} |
| Italie         | 4 367 983 entrées | {{{date 6}}}               | {{{nb semaine 6}}} |

## Distinctions
Le film a été nommé pour trois BAFTA Awards : Meilleurs décors, Meilleur son et Meilleurs effets visuels spéciaux. Le film a également été nommé pour six Saturn Awards.

## Autour du film
L'acteur Hugh Grant, pressenti pour le rôle de Gilderoy Lockhart, doit finalement le refuser à cause d'un conflit d'agenda : il s'était engagé à tourner dans L'Amour sans préavis.

### Suite
Harry Potter et le Prisonnier d'Azkaban, réalisé par Alfonso Cuarón, sort au cinéma le 2 juin 2004.